# Lista pomników i popiersi Skanderbega
Poniższa lista przedstawia pomniki i popiersia odsłonięte na cześć bohatera narodowego Albanii Skanderbega; większość z nich znajduje się na terenie Albanii oraz Włoch.

## Lista pomników Skanderbega

### Albania
| Zdjęcie | Nazwa                                             | Miejsce                      | Data odsłonięcia | Projektant                              |
| ------- | ------------------------------------------------- | ---------------------------- | ---------------- | --------------------------------------- |
|         | Popiersie Skanderbega w Muzeum Skanderbega w Krui | Muzeum Skanderbega, Kruja    |                  |                                         |
|         | Popiersie Skanderbega w Korczy                    | Stadiumi Skënderbeu, Korcza  |                  | Pirro Dollakut                          |
|         | Popiersie Skanderbega w Lezhy                     | Mauzoleum Skanderbega, Lezha |                  |                                         |
|         | Pomnik Skanderbega w Krui                         | Kruja                        | 1949             | Janaq Paço                              |
|         | Pomnik Skanderbega w Tiranie                      | Plac Skanderbega, Tirana     | 1968             | Odhise Paskali, Andrea Mano, Janaq Paço |
|         | Pomnik Skanderbega w Peshkopii                    | Peshkopia                    | 2009             | Sadik Spahija                           |
|         | Pomnik Skanderbega w Puce                         | Puka                         | 2019             | Ardian Pepa                             |

### Belgia
| Zdjęcie | Nazwa                         | Miejsce  | Data odsłonięcia |
| ------- | ----------------------------- | -------- | ---------------- |
|         | Pomnik Skanderbega w Brukseli | Bruksela | 1968             |

### Czarnogóra
| Nazwa                                    | Miejsce       | Data odsłonięcia     |
| ---------------------------------------- | ------------- | -------------------- |
| Popiersie Skanderbega w Trieshi          | Trieshi       | 15 października 2019 |
| Popiersie Skanderbega w Wielkim Ostrosie | Wielki Ostros | 15 sierpnia 2001     |

### Kosowo
| Zdjęcie | Nazwa                            | Miejsce                     | Data odsłonięcia | Projektant |
| ------- | -------------------------------- | --------------------------- | ---------------- | ---------- |
|         | Popiersie Skanderbega w Gjilanie | Gjilan                      |                  |            |
|         | Pomnik Skanderbega w Prisztinie  | Plac Skanderbega, Prisztina | 2001             | Janaq Paço |

### Macedonia Północna
| Zdjęcie | Nazwa                        | Miejsce | Data odsłonięcia  | Projektant   |
| ------- | ---------------------------- | ------- | ----------------- | ------------ |
|         | Pomnik Skanderbega w Debarze | Debar   |                   |              |
|         | Pomnik Skanderbega w Skopje  | Skopje  | 28 listopada 2006 | Thoma Thomai |

### Stany Zjednoczone
| Nazwa                                | Miejsce         | Data odsłonięcia | Projektant     |
| ------------------------------------ | --------------- | ---------------- | -------------- |
| Pomnik Skanderbega w Rochester Hills | Rochester Hills | 2006             | Kreshnik Xhiku |

### Szwajcaria
| Zdjęcie | Nazwa                           | Miejsce | Data odsłonięcia | Projektant     |
| ------- | ------------------------------- | ------- | ---------------- | -------------- |
|         | Popiersie Skanderbega w Genewie | Genewa  | 1 listopada 1997 | Odhise Paskali |

### Węgry
| Nazwa                               | Miejsce   | Data odsłonięcia | Projektant |
| ----------------------------------- | --------- | ---------------- | ---------- |
| Popiersie Skanderbega w Budapeszcie | Budapeszt | 2021             | Agim Rada  |

### Wielka Brytania
| Zdjęcie | Nazwa                            | Miejsce | Data odsłonięcia | Projektant     |
| ------- | -------------------------------- | ------- | ---------------- | -------------- |
|         | Popiersie Skanderbega w Londynie | Londyn  | 2012             | Kreshnik Xhiku |

### Włochy
| Zdjęcie | Nazwa                                            | Miejsce              | Data odsłonięcia | Projektant          |
| ------- | ------------------------------------------------ | -------------------- | ---------------- | ------------------- |
|         | Popiersie Skanderbega w Rosciano                 | Rosciano             |                  |                     |
|         | Popiersie Skanderbega w Cosenzy                  | Cosenza              |                  |                     |
|         | Popiersie Skanderbega w Mongrassano              | Mongrassano          |                  |                     |
|         | Popiersie Skanderbega w San Cosmo Albanese       | San Cosmo Albanese   |                  |                     |
|         | Popiersie Skanderbega na rzymskim Piazza Albania | Piazza Albania, Rzym | 1940             | Raffaello Romanelli |